# 오동나무
오동나무(梧桐-, 학명: Paulownia coreana)는 한국 원산의 꿀풀목 오동나무과의 겨울에 잎이 지는 큰키나무다. 붉동나무, 오동이라고도 한다. 오동나무는 원래가 머귀나무로, 이 머귀나무의 머귀가 오梧, 나무가 동桐이기 때문에 한자로 오동梧桐이라고 한다.

## 생태
한국에서는 평안남도·경기도 이남에 주로 분포하며 집 근처와 빈터에 심는다. 키는 10~15m쯤 되며 지름은 60-90cm 정도로 자란다. 길이 15~23 cm, 너비 12~29 cm 되는 큼지막한 오각형 모양의 잎이 마주난다. 잎 밑이 심장형으로 패여 있다. 잎 가장자리는 밋밋하며 잎 앞면에는 털이 거의 없고 뒷면에는 잔털이 있다. 5-6월 무렵 가지 끝의 원추꽃차례에 종 모양의 연보라색 통꽃이 피는데 향기가 진하다. 끝이 다섯 갈래로 불규칙하게 갈라져 있다. 꽃 길이는 6cm 정도로 옅은 자주색을 띠며 털이 있다. 끝이 뾰족한 달걀 모양인 열매는 삭과로 길이는 3cm로 여러 개가 모여 열리는데, 10월에 익어서 두 조각으로 갈라진다.

## 쓰임새
오동나무는 빨리 자라므로 심은 지 10년이 되면 목재를 이용할 수 있다. 목재는 나뭇결이 아름다우며 재질이 부드럽고 습기와 불에 잘 견디며, 가벼우면서도 마찰에 강해 책상·장롱 등 가구를 만드는 좋은 재료이다. 예전에는 딸을 낳으면 오동나무를 심어 혼수를 대비하기도 했다. 또한, 목재가 소리를 전달하는 성질이 있어 거문고·비파·가야금 같은 악기를 만드는 데에도 쓴다. 오동은 울림이 좋아 악기의 재료로 삼기에 으뜸인 나무다. 한방에서는 줄기와 뿌리 껍질을 동피(桐皮) 또는 백동피(白桐皮)라 하여 치질, 타박상, 삔, 상처, 악성 종기 따위에 약으로 쓴다. 오동나무는 정원에 관상수로 심기도 한다.

## 그 외
- 화투에서는 11월에 오동나무 모양의 화투가 4개씩 배치되며, 광과 쌍피, 피 2장 등으로만 구성되어 있다.

## 갤러리

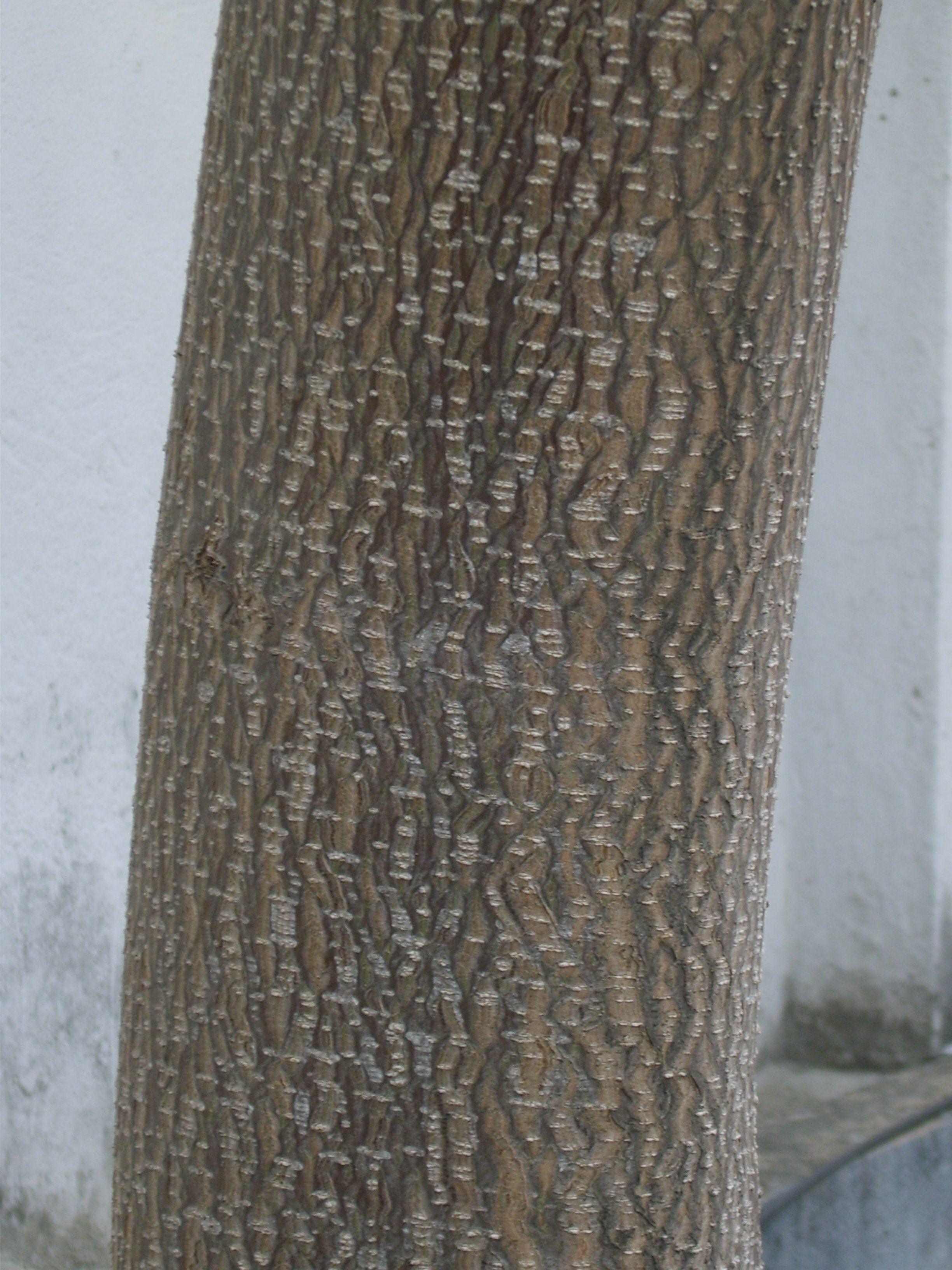
줄기
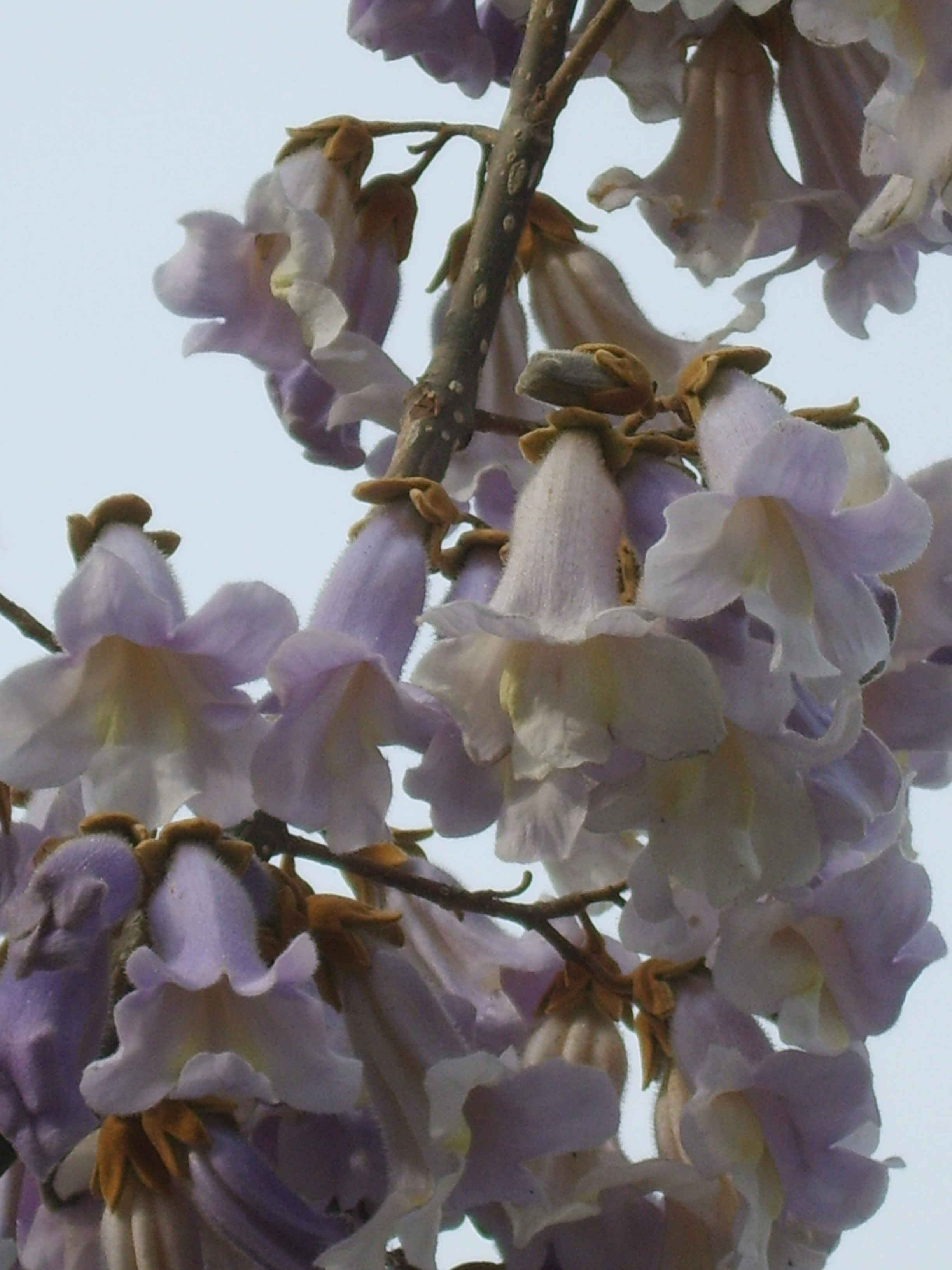
꽃. 참오동나무와 달리 꽃잎 안쪽에 무늬가 없다.

## 같이 보기
- 참오동나무